# Valles Calchaquíes
Los valles Calchaquíes forman un sistema de valles y montañas del noroeste de Argentina que por 520 km se extienden por el norte desde La Poma (Salta) hasta Punta de Balasto (Catamarca) al sur, y por el oeste desde las sierras de Quilmes o del Cajón (Catamarca, Tucumán, Salta) y hasta la cadena montañosa de San Francisco y sierras del Aconquija (Catamarca, Tucumán) en el este.
Están considerados entre los sitios más notables y bellos de la Argentina, donde se asentaron los nativos pertenecientes al gran complejo étnico diaguita-cacano de los calchaquíes, dando lugar al desarrollo de una variedad de culturas, entre las que se encuentran la cultura agroalfarera Santa María, Candelaria, Cóndor Huasi, Famabalasto, entre otras. 
Recibe su nombre de una de las tres naciones cacanas, los calchaquíes, una parcialidad indígena que estuvo en guerra aproximadamente 100 años con los invasores españoles, conocida como las guerras Calchaquíes, iniciadas en 1562 por su jefe militar Juan Calchaquí. 

## Características
El valle Calchaquí se encuentra bañado por el río Calchaquí que recorre el  valle de norte a sur y, más al sur, por el río Santa María de sur a norte. Ambos confluyen próximos a la localidad de Cafayate formando el río de las Conchas.
El Valle Calchaquí en toda su extensión, se encuentra sembrado de pueblos antiguos y sitios precolombinos y coloniales, en gran medida intactos, como Cachi, Amaicha del Valle, Santa María, Cafayate, San Carlos, Angastaco, Molinos, Seclantás, entre otras.
El valle de Tafi (Tafí del Valle) en la provincia de Tucumán  está separado del Valle Calchaqui por el cordón montañoso San Francisco. 
Rodeado de las cumbres más altas de la Cordillera Oriental, puede destacarse como el más alto el Nevado de Cachi. Cabe destacar que esta cumbre (6300 m s. n. m.) no forma parte de las Sierras Pampeanas (cumbres del Aconquija y cumbres Calchaquíes, Sierras del Cajón o de Quilmes), sino de la cordillera de los Andes o a lo sumo precordillera de San Juan.
La grandeza de los colores, formas y relieves que ofrece el  Valle Calchaquí se encuentra acompañada por la abundancia de formaciones geológicas muchas de ellas producidas por la erosión. Existen valles laterales muy estrechos que se destacan por la abundancia de curiosas formas geológicas, entre las que se destacan la Quebrada de las Conchas y la Quebrada de las Flechas.

## Producción vitivinícola
El Valle Calchaquí es una de las mejores zonas de cultivo de uvas blancas siendo la más destacada la uva Torrontés, tipo de uva que según estudios genéticos es resultado de la cruza de las variedades Moscatel de Alejandría y Listan Prieto (conocida como Criolla Chica en Argentina, como Mission en Estados Unidos y como País en Chile). Del Moscatel hereda su típicos aromas terpénicos a azahares, rosas y miel.Hacia fines del siglo XIX, las mejores bodegas eran La Perseverancia de don Wenceslao Plaza y la de don Salvador Michel en Animaná, la de don Amadeo Vélez en Angastaco, la de López Hermanos en San Felipe, y La Angostura que primero fue de don Indalecio Gómez y luego de don Juan Uriburu. Don José Antonio Chavarría con la bodega La Rosa, y El Recreo de Peñalva Hermanos, en Cafayate, dirigida por don José Tomás de Peñalva Frías.  

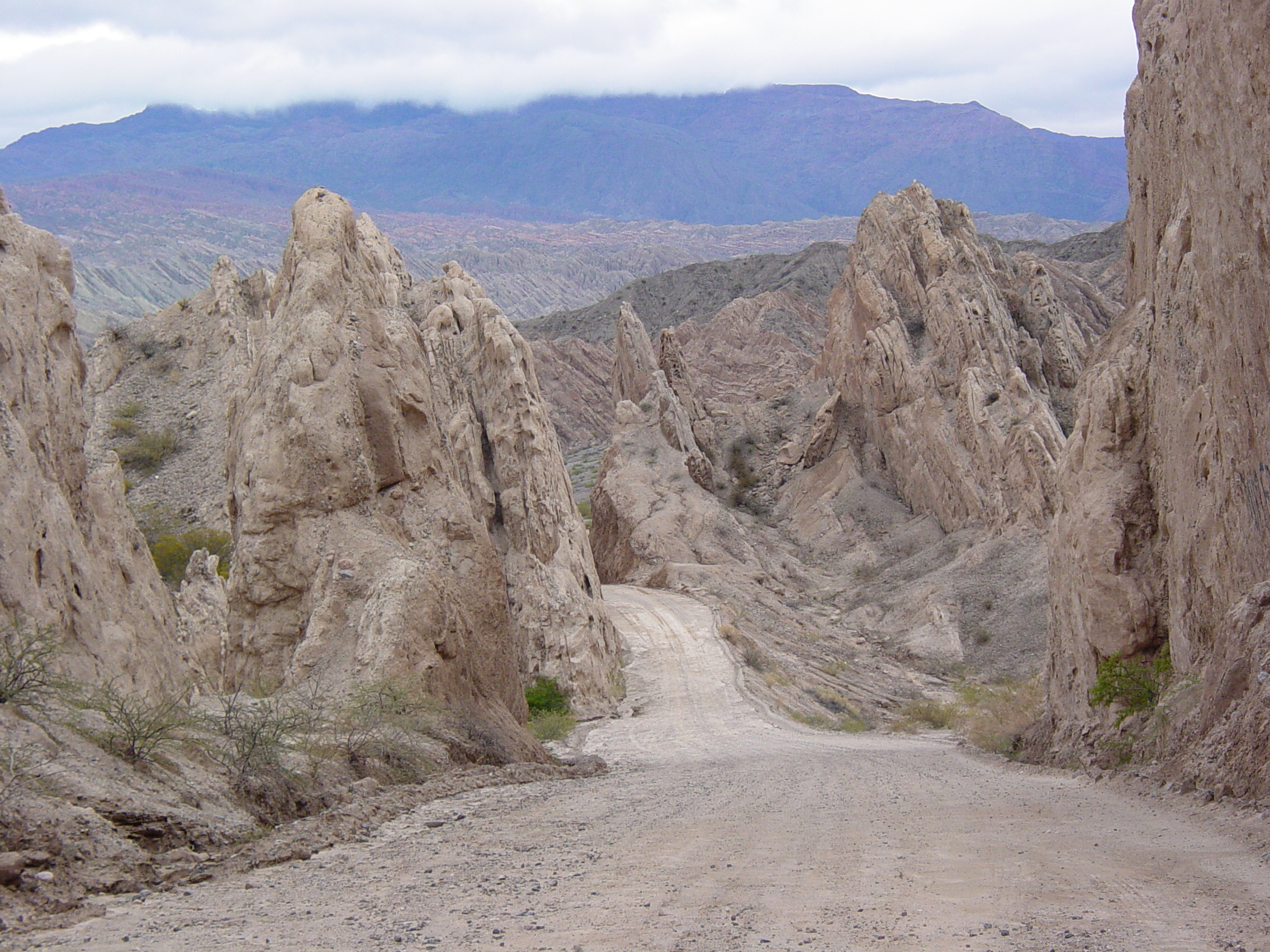
Quebrada de Las Flechas entre las localidades de Angastaco y Molinos, en la provincia de Salta.

En esta época se cultivaban vides Criollas, Moscatel y Malbec, a las que se irán incorporando cepas de Torrontés, Ferral, Carignan, Alicante Bouché, Pinot, Semillón y Lorda o Tannat, entre otras.

El coronel Wenceslao Plaza introdujo en los Valles Calchaquíes desde Chile las primeras vides francesas en 1886, entre otras, la variedad tinta Malbec, cultivadas en su establecimiento La Perseverancia, en Animaná; es decir, que inició la plantación de viñedos de uvas finas que hicieron cambiar la vieja industria vitivinícola. Este pionero nacido en 1850, fue un gran filántropo, líder político y comandante de la Guardia Nacional en ocasión del conflicto limítrofe con Chile en 1895, fundó el pueblo de Animaná, Departamento de San Carlos, Salta entregando parcelas de tierras a sus peones entre los años 1875 y 1886.

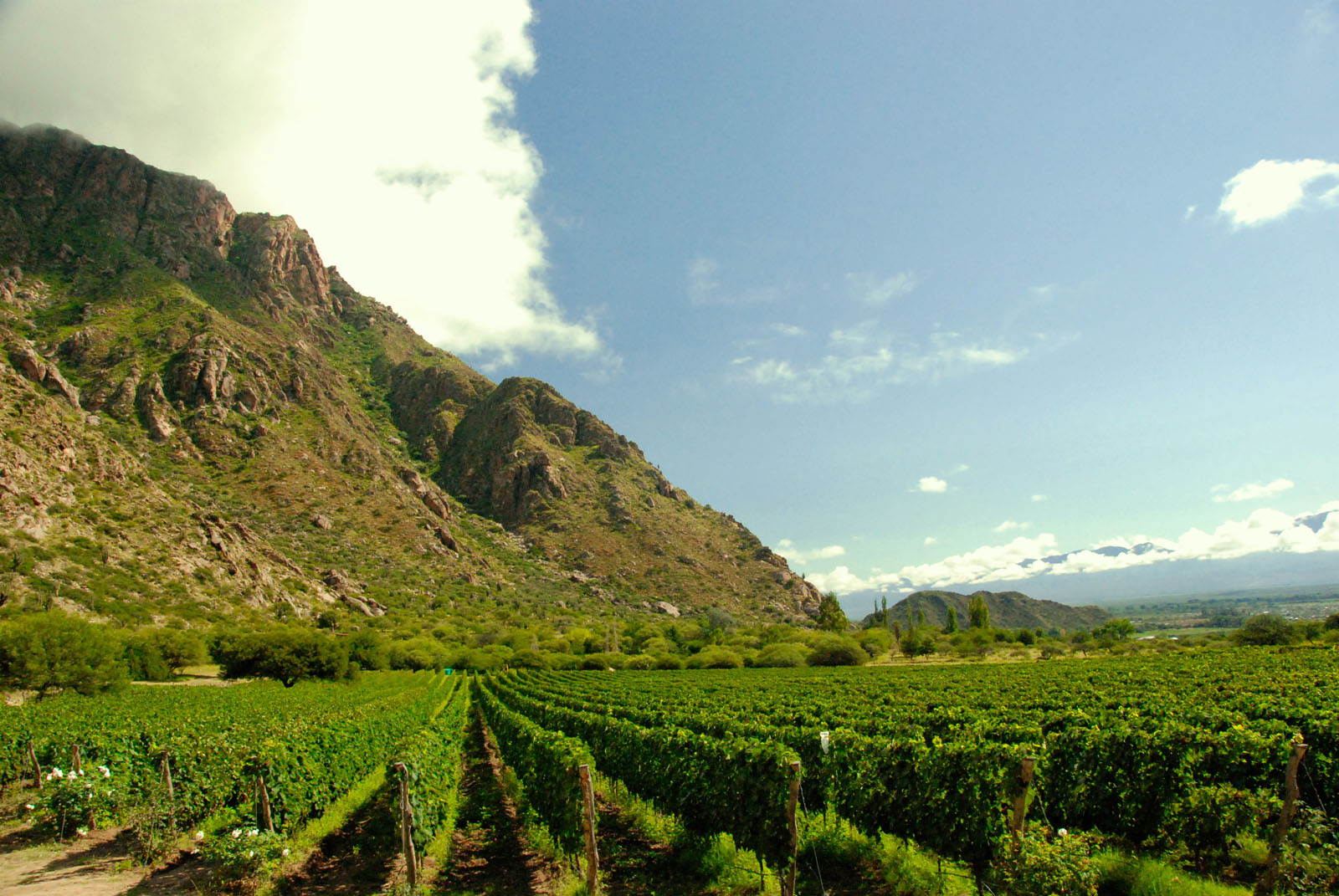
Viñedos de Cafayate cercanos a la ciudad.

Así, pues, el progreso llegó de la mano de estos pioneros, y la elaboración del vino en Salta, a principios del siglo XX, ya era considerada como la industria de mayor importancia. 
En la actualidad estos valles producen gran cantidad de vino torrontés de excelente calidad, destacándose también los vinos de Malbec, Cabernet Sauvignon y Tannat.

## Cultura LGBT+

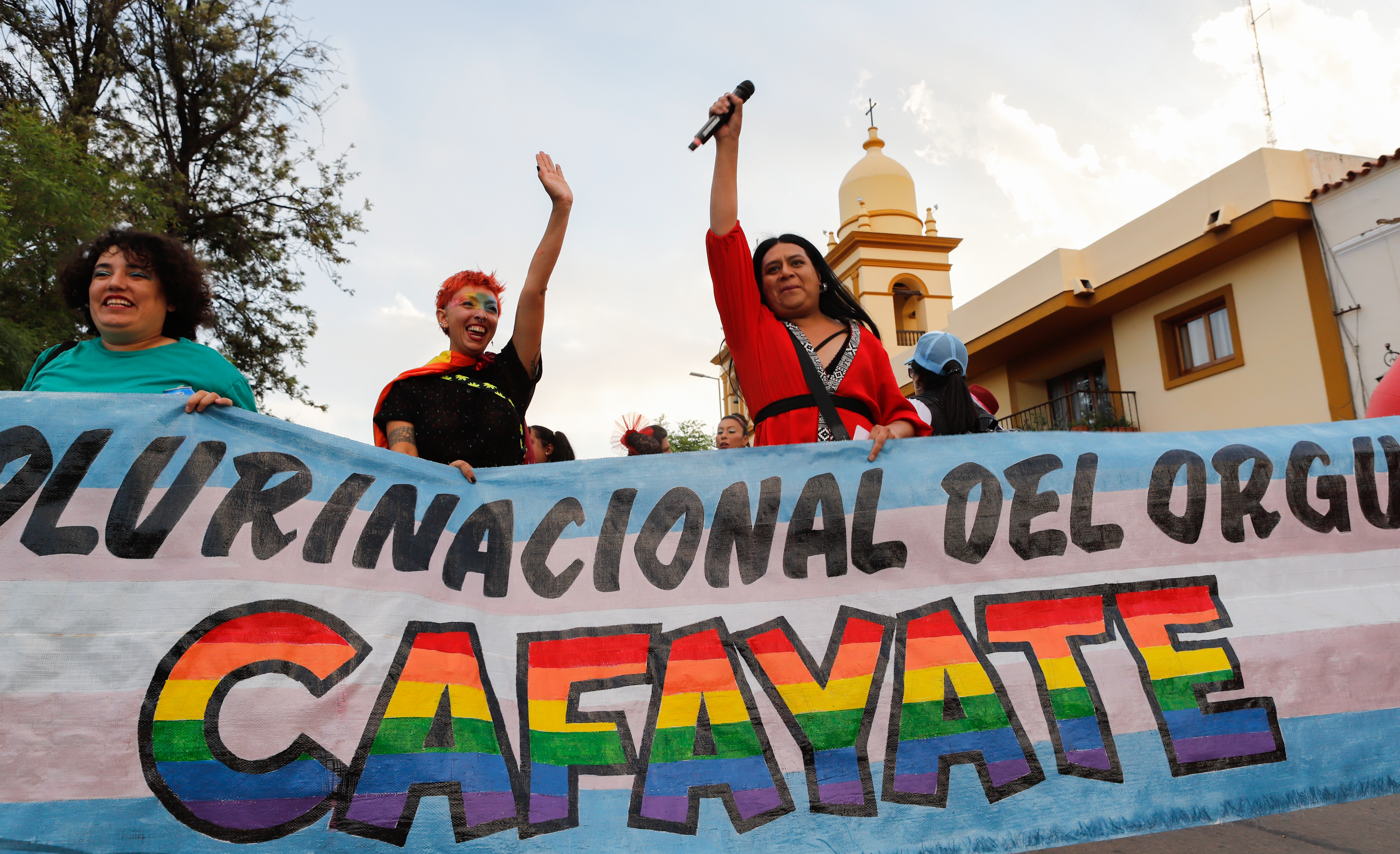
Tercera marcha plurinacional del orgullo de los Valles Calchaquíes, en Cafayate, Salta.

Desde el año 2021, comunidades originarias y organizaciones de género y diversidad sexual organizan la Marcha del Orgullo de los Valles Calchaquíes en Cafayate, Salta.
En el 2022, en su segunda edición, incorporaron “Plurinacional” al nombre de la movilización para dar cuenta de los distintos pueblos originarios y nacionalidades que forman parte de este evento; por lo que pasó a llamarse Marcha Plurinacional del Orgullo de los Valles Calchaquíes.
La Tercera Marcha Plurinacional de los Valles Calchaquíes, realizada el sábado 11 de noviembre de 2023, contó con la participación de comunidades y organizaciones provenientes de las provincias de Jujuy, Salta, Tucumán y Catamarca.
La movilización, que recorre desde el centro histórico de Cafayate hasta los barrios populares de la periferia, cuenta con numerosas manifestaciones artísticas locales como copleras, folclore, cumbia y rituales indígenas.

## Véase también

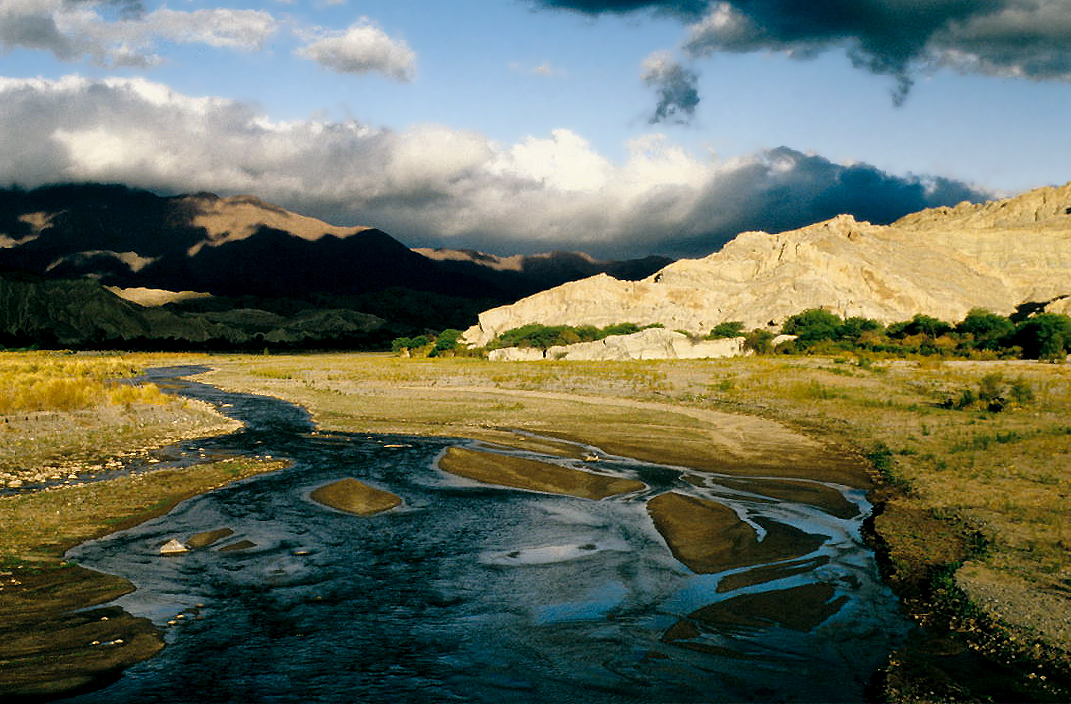
Río Calchaquí